# Liste der Kulturdenkmale in Marschwitz
In der Liste der Kulturdenkmale in Marschwitz sind die Kulturdenkmale des Leisniger Ortsteils Marschwitz verzeichnet, die bis Mai 2023 vom Landesamt für Denkmalpflege Sachsen erfasst wurden (ohne archäologische Kulturdenkmale). Die Anmerkungen sind zu beachten.
Diese Aufzählung ist eine Teilmenge der Liste der Kulturdenkmale in Leisnig.

## Marschwitz
| Bild           | Bezeichnung                                               | Lage                            | Datierung       | Beschreibung | ID       |
| -------------- | --------------------------------------------------------- | ------------------------------- | --------------- | --- | -------- |
| Weitere Bilder | Eisenbahnbrücke über die Freiberger Mulde (Rödaer Brücke) | (Flurstücke 174/1, 122) (Karte) | 1867–1868       | 200 m lange, landschaftsprägende Eisenbahnbrücke der Bahnstrecke Borsdorf–Coswig, bestehend aus einer Stahlträgerbrücke und Natursteinbrücke, verkehrsgeschichtliches Zeugnis. 1867 erbaut, 1936 umgebaut. Bau der Eisenbahnstrecke in drei Abschnitten von 1860 bis 1868. Ursprünglich Steinbogenbrücke, davon heute noch neun Bögen erhalten, seit 1936 Flussüberquerung mit Stahlträgern. Insgesamt 208 m lang, 6,4 m hoch und 7,8 m breit. Die Stahlträger werden durch zwei Steinpfeiler gestützt. Laut www.sachsenschiene.de Zerstörung bei Hochwasser 2002 und Neubau 2004. Der Denkmalwert der Brücke ergibt sich aus ihrem technikgeschichtlichen und landschaftsprägenden Wert. Ausschlaggebend hierfür ist insbesondere die Authentizität des Bauwerks. | 09208174 |
|                | Wohnhaus mit angebauter Scheune eines Bauernhofes         | Marschwitz 3 (Karte)            | Um 1800         | Straßenbildprägender Fachwerk-Bau in gutem Originalzustand. Häusleranwesen, nach 1800 erbaut, Eingangsvorbau sowie Scheunenanbau später. Zweigeschossiges Fachwerkhaus mit massivem Erdgeschoss und gut erhaltenem Fachwerkobergeschoss, typisch für das 19. Jahrhundert. Abschluss des Hauses durch Satteldach. Am rückwärtigen Giebel eingeschossiger Scheunenanbau mit Satteldach. Der massive Eingangsvorbau vermutlich 20. Jahrhundert. Das Haus wurde denkmalgerecht saniert. Im Ort ist es eines der wenigen authentisch erhaltenen Fachwerkhäuser und dokumentiert somit exemplarisch die Lebensverhältnisse der ländlichen Bevölkerung sowie das Bauhandwerk des 19. Jahrhunderts, woraus sich der geschichtliche Wert dieser Häuslerei ableitet.         | 09208171 |
|                | Brücke                                                    | Marschwitz 8 (neben) (Karte)    | 19. Jahrhundert | Kleine Bogenbrücke über den Mühlgraben von bau- und ortsgeschichtlichem Wert. Einfache Steinbogenbrücke über den Mühlgraben in der für das 18. und 19. Jahrhundert typischen Bauweise. Viele dieser ursprünglich zahlreichen Kleinbrücken in den Dörfern gingen insbesondere durch Hochwasser und Straßenbaumaßnahmen verloren, so dass diesen kleinen, technisch anspruchslosen Brücken heute durchaus ein baugeschichtlicher und ortsgeschichtlicher Wert zukommt. | 09208175 |

## Tabellenlegende
- Bild: Bild des Kulturdenkmals, ggf. zusätzlich mit einem Link zu weiteren Fotos des Kulturdenkmals im Medienarchiv Wikimedia Commons. Wenn man auf das Kamerasymbol klickt, können Fotos zu Kulturdenkmalen aus dieser Liste hochgeladen werden:
- Bezeichnung: Denkmalgeschützte Objekte und ggf. Bauwerksname des Kulturdenkmals
- Lage: Straßenname und Hausnummer oder Flurstücknummer des Kulturdenkmals. Die Grundsortierung der Liste erfolgt nach dieser Adresse. Der Link (Karte) führt zu verschiedenen Kartendiensten mit der Position des Kulturdenkmals. Fehlt dieser Link, wurden die Koordinaten noch nicht eingetragen. Sind diese bekannt, können sie über ein Tool mit einer Kartenansicht einfach nachgetragen werden. In dieser Kartenansicht sind Kulturdenkmale ohne Koordinaten mit einem roten bzw. orangen Marker dargestellt und können durch Verschieben auf die richtige Position in der Karte mit Koordinaten versehen werden. Kulturdenkmale ohne Bild sind an einem blauen bzw. roten Marker erkennbar.
- Datierung: Baubeginn, Fertigstellung, Datum der Erstnennung oder grobe zeitliche Einordnung entsprechend des Eintrags in der sächsischen Denkmaldatenbank
- Beschreibung: Kurzcharakteristik des Kulturdenkmals entsprechend des Eintrags in der sächsischen Denkmaldatenbank, ggf. ergänzt durch die dort nur selten veröffentlichten Erfassungstexte oder zusätzliche Informationen
- ID: Vom Landesamt für Denkmalpflege Sachsen vergebene, das Kulturdenkmal eindeutig identifizierende Objekt-Nummer. Der Link führt zum PDF-Denkmaldokument des Landesamtes für Denkmalpflege Sachsen. Bei ehemaligen Kulturdenkmalen können die Objektnummern unbekannt sein und deshalb fehlen bzw. die Links von aus der Datenbank entfernten Objektnummern ins Leere führen. Ein ggf. vorhandenes Icon  führt zu den Angaben des Kulturdenkmals bei Wikidata.